# Henry John Stephen Smith
Henry John Stephen Smith (Dublin, 2 november 1826 - Oxford, 9 februari 1883) was een Brits wiskundige, die wordt herinnerd voor zijn werk aan elementaire delers, kwadratische vormen en de Smith-Minkowski-Siegel-massaformule in de getaltheorie. In de matrixtheorie vindt men zijn naam terug in de  Smith-normaalvorm van een matrix.